# Hirasa sericea
Hirasa sericea är en fjärilsart som beskrevs av Sterneck 1928. Hirasa sericea ingår i släktet Hirasa och familjen mätare. Inga underarter finns listade i Catalogue of Life.